# Rockford (Alabama)
Pour les articles homonymes, voir Rockford.
La ville de Rockford est le siège du comté de Coosa, dans l’État de l’Alabama, aux États-Unis. Sa population s’élevait à 477 habitants lors du recensement de 2010, estimée à 447 habitants en 2017.

## Démographie
| 1850 | 1890 | 1920 | 1930 | 1940 | 1950 |
| ---- | ---- | ---- | ---- | ---- | ---- |
| 171  | 240  | 274  | 320  | 394  | 373  |

| 1960 | 1970 | 1980 | 1990 | 2000 | 2010 |
| ---- | ---- | ---- | ---- | ---- | ---- |
| 328  | 603  | 494  | 461  | 428  | 477  |

## Source
- (en) Cet article est partiellement ou en totalité issu de l’article de Wikipédia en anglais intitulé « Rockford, Alabama » (voir la liste des auteurs).

1. ↑  « Statistiques des États-Unis - Profils des communautés de 2010 - Rockford » (consulté en septembre 2020)